# Cannonball (canção de Duane Eddy)
"Cannonball' é uma canção instrumental escrita por Duane Eddy e Lee Hazlewood e composta por Eddy. A música chegou ao 15º lugar na Billboard Hot 100, 22º lugar na lista de R&B e retornou ao UK Singles Chart em 1958. Foi lançada em 1958 no álbum de Have 'Twangy' Guitar Will Travel.
A música foi gravada no estúdio de gravação Audio Recorders em Phoenix, Arizona, produzida por Lee Hazlewood e Lester Sill.

## Outras versões
- Ace Cannon tocou uma versão da música no álbum de estreia de «Tuff» Sax em 1962.[3]